# Louis Mathieu Molé
Louis Mathieu Molé, född den 24 januari 1781 i Paris, död den 23 november 1855, var en fransk greve och statsman, ättling till Mathieu Molé.
Molés far, Molé de Champlatreux, blev giljotinerad under skräckväldet och Molé tillbringade mycket av sin uppväxt i exil i Schweiz och England. Sin första berömmelse vann Molé genom sitt arbete Essais de morale et de politique (1806), som ledde Napoleon I:s uppmärksamhet på den unge författaren. Molé gjorde därefter hastig lycka på ämbetsmannabanan, blev 1807 prefekt i departementet Côte-d'Or, 1809 chef för bro- och vägbyggnadsstyrelsen (directeur des ponts et chaussées) samt greve och så 1813 justitieminister. Efter Napoleons fall, 1814, drog Molé sig för någon tid tillbaka från det politiska livet, men under "de hundra dagarna" (1815) utnämndes han åter till chef för bro- och vägbyggnadsstyrelsen och fick behålla detta ämbete även efter Ludvig XVIII:s andra återkomst. Den 17 augusti 1815 kallades Molé till ledamot av pärskammaren och visade sin tacksamhet mot bourbonerna genom att rösta för marskalk Neys död. År 1817 blev Molé marinminister, men måste avgå 1818, då Richelieus kabinett föll. 
Som ledamot av pärskammaren fortfor han likväl att delta i politik på högsta nivå och vann anseende som en av det konstitutionellt–rojalistiska partiets bäste talare. Efter julirevolutionen (1830), då detta parti kom till makten, blev Molé under Ludvig Filip en av Frankrikes ledande män. Han var utrikesminister augusti-november 1830 och konseljpresident (samt tillika utrikesminister) april 1836-mars 1839. Även sedan hans kabinett fallit, den 9 mars 1839, fortfor han att som en av pärskammarens erfarnaste, kunnigaste och vältaligaste medlemmar öva stort inflytande. Till sina åsikter var han moderat-liberal och bemödade sig, fastän förgäves, att åstadkomma försoning mellan partierna. Han invaldes 1840 i Franska akademien. År 1848 avböjde han att bilda en ny regering efter februarirevolutionen. Under andra franska republiken (1848-1851) var han ledamot av konstituerande och lagstiftande nationalförsamlingarna. Efter Napoleon III:s statskupp i december 1851 drog han sig alldeles tillbaka från det politiska livet.